# Brygida Kuźniak
Brygida Justyna Kuźniak (ur. 26 września 1966 w Krakowie) – polska prawniczka i polityk, doktor habilitowana nauk prawnych, profesor uczelni na Uniwersytecie Jagiellońskim, w latach 2009–2012 przewodnicząca Partii Demokratycznej – demokraci.pl.

## Życiorys

### Działalność naukowa i dydaktyczna
Z wykształcenia prawniczka, w latach 90. została nauczycielem akademickim na Uniwersytecie Jagiellońskim. W 1998 uzyskała na Wydziale Prawa i Administracji UJ stopień naukowy doktora nauk prawnych na podstawie pracy zatytułowanej Zagadnienie sukcesji państw w odniesieniu do powojennych Niemiec. W 2013 otrzymała stopień doktora habilitowanego na podstawie dorobku naukowego oraz rozprawy zatytułowanej Przestrzeń operacyjna prawa międzynarodowego publicznego. Perspektywa polska. Specjalistka w zakresie prawa międzynarodowego publicznego. Na UJ doszła do stanowiska profesora uczelni, pełniła funkcję kierownika Zakładu Prawa Międzynarodowego Publicznego na Wydziale Prawa i Administracji.
Autorka podręczników akademickich poświęconych prawu międzynarodowemu i organizacjom międzynarodowym, m.in. komentarzy do traktatu nicejskiego i traktatu amsterdamskiego.

### Działalność polityczna
Należała do Unii Demokratycznej od czasu powstania tej partii. Była związana z Frakcją Społeczno-Liberalną Zofii Kuratowskiej. Później działała w Unii Wolności, przekształconej w 2005 w Partię Demokratyczną. Trzykrotnie wybierana na radną Krakowa. W 2006 z listy Lewicy i Demokratów została wybrana na radną sejmiku małopolskiego. Od 1993 do 2007 w każdych kolejnych wyborach parlamentarnych bez powodzenia kandydowała do Sejmu, a w 2004 (również bezskutecznie) do Parlamentu Europejskiego. W 2010 nie kandydowała w kolejnych wyborach samorządowych.
W styczniu 2009 zastąpiła Janusza Onyszkiewicza na stanowisku przewodniczącej Partii Demokratycznej (w głosowaniu pokonała Bogdana Lisa). W styczniu 2012 nie uzyskała reelekcji, przegrywając z Andrzejem Celińskim. Następnie wycofała się z działalności politycznej. 